# 郝富申
郝富申（1999年11月17日—），中国大陆影视演员。2019年出演电视剧《闪光少女》里“油渣”李由一角出道。2020年因出演网络剧《棋魂》的“俞亮”一角而被观众熟知。

## 早年经历
郝富申出生于辽宁省大连市，2017年考入北京电影学院表演系本科。郝富申是动漫迷，爱好是看动漫。

## 演艺经历
- 2019年，与周依然、王安宇等合作主演青春校园剧《闪光少女》，在片中饰演李由，这是他出演的首部电视剧。
- 2020年，参与北京电影学院17级汇报演出《日出》。于网络剧《棋魂》中饰演出身围棋世家的天才围棋少年俞亮。同年，他所出演的电视剧《你是年少的欢喜》杀青。
- 2021年，参与北京电影学院17级戏剧本科班毕业大戏《大宅门》。

## 影視作品

### 电视剧
| 首播年份 | 片名           | 饰演角色 | 备注     |
| -------- | -------------- | -------- | -------- |
| 2019     | 闪光少女       | 李由     |          |
| 2020     | 棋魂           | 俞亮     | 网络剧   |
| 2021     | 做梦吧！晶晶   | 年下男友 | 网路短剧 |
| 2022     | 瞄准你的未来   | 楚天     | 网络剧   |
| 2023     | 戏精自救攻略   | 沈怀瑾   | 网路短剧 |
| 2024     | 芥子时光       | 兰靖灰   |          |
| 2024     | 清明上河图密码 | 宋齐愈   |          |
| 2025     | 锁红颜         | 谢天行   | 网路短剧 |
| 2025     | 鹅绒锁         | 傅城     | 网路短剧 |

## 获奖记录
| 年份 | 颁奖典礼             | 奖项         | 备注 |
| ---- | -------------------- | ------------ | ---- |
| 2020 | 2020新浪时尚风格大赏 | 年度新锐艺人 | 获奖 |